# 1017 Records
The New 1017 Records, также известный как 1017 Global Music, LLC и  ранее 1017 Brick Squad, So Icey Entertainment & 1017 Eskimo — американский звукозаписывающий лейбл, основанный рэпером Gucci Mane в 2007 году.

## История

### 2007—2013
Gucci Mane основал лейбл после подписания контракта с Mizay Entertainment, после выпуска своего альбома Trap-A-Thon. 4 мая 2010 года рэпер заявил, что он закрывает So Icey Entertainment и покидает Mizay Entertainment.
Первыми исполнителями 1017 Brick Squad стали Waka Flocka Flame и OJ da Juiceman. Первый серьёзный успех настиг в 2009 году, когда Gucci Mane выпустил альбом The State vs. Radric Davis.
16 декабря 2011 г. Slim Dunkin получил огнестрельное ранение в грудь в студии звукозаписи во время приготовления к съёмке клипа. Перед смертью исполнитель спорил в помещении с неизвестным мужчиной, которым, как позже стало известно, был Атлантский рэпер Young Vito.
25 февраля 2013 Young Vito вынесли оправдательный приговор по делу об убийстве Slim Dunkin. Тем не менее ему дали 25 лет за нападение при отягчающих обстоятельствах и владения огнестрельным оружием.

### 2013 - настоящее время
15 марта 2013 Gucci Mane сообщил через Twitter, что он «изгнал» Waka Flocka Flame из 1017 Brick Squad. На следующий день менеджмент рэпера заявил, что его учётная запись была взломана и он не писал вышеупомянутый твит. Однако, Waka назвал это ложью, оскорбив Gucci Mane на концерте-воссоединении Dipset в Нью-Йорке. 27 марта Waka сказал на MTV, что его невозможно выгнать из 1017 Brick Squad, поскольку он имеет долю в компании. Он также подтвердил наличие конфликта и отметил, что «они никогда не будут вместе заниматься музыкой или бизнесом». 8 мая Gucci Mane сообщил через Twitter о присоединении к лейблу чикагского рэпера Chief Keef. На следующий день Gucci заявил, что он также подписал контракт с продюсером C4, который в прошлом часто сотрудничал с артистами 1017 Brick Squad.
5 июня Gucci Mane анонсировал выход первого совместного альбома 1017 Brick Squad Big Money Talk в 2013 году с участием Chief Keef, Young Scooter, Waka Flocka Flame, PeeWee Longway, Young Thug и OJ da Juiceman. 7 июня он сообщил о подписании лейблом нового дистрибьюторского контракта с Atlantic Records.
7 сентября исполнители 1017 Brick Squad и Brick Squad Monopoly (Gucci Mane, Waka Flocka, Frenchie, Wooh da Kid, OJ da Juiceman) начали выяснять отношения через Twitter. Gucci обвинил своего бывшего менеджера, маму Waka Flocka, Дебру Антни в краже денег у OJ da Juiceman и French Montana. French обвинил Gucci Mane в оплате адвоката для Young Vito, обвиняемого в убийстве Slim Dunkin. В то же время стало известно, что OJ da Juiceman, Young Dolph, Frenchie и Wooh da Kid не подписали официальные контракты с 1017 Brick Squad. Появилась информация о расторжении контракта с Atlantic Records, и о возможном расформировании лейбла. 9 сентября Gucci через Twitter выставил на продажу контракты главных артистов: Waka Flocka Flame, Young Scooter и Young Thug.
19 ноября 2013 стало известно, что Gucci Mane подал иск против Waka Flame Flocka, его матери Дебры Антни, рэперов OJ da Juiceman и Khia Stone, продюсера Zaytoven. Стороны обвиняют друг друга в мошенничестве и нарушении договора. По словам Gucci, Дебра взяла без разрешения под свой контроль 1017 Brick Squad Records и использовала его для создания 3 отдельных дочерних лейблов. Исполнитель обвинил стороны в невыплате гонорара и увеличении расходов компании. Он также заявил, что Дебра присвоила его активы, украла кольцо и ожерелье.

### Артисты
- Gucci Mane (Основатель)
- Waka Flocka Flame
- Chief Keef[16][6]
- Young Scooter[17]
- Young Thug[18]
- OG Boo Dirty[19]
- PeeWee Longway[20]
- Rulet 1017[21]
- Young Throwback
- Shep BSM
- Sean Paine

### Продюсеры
- Lex Luger
- Zaytoven
- Southside
- Sonny Digital
- Honorable C.N.O.T.E.
- C4[7]

## Дискография

### Студийные альбомы
| Год  | Исполнитель                    | Название                                                                                          | Высшая позиция в чартах | Высшая позиция в чартах | Высшая позиция в чартах |
| Год  | Исполнитель                    | Название                                                                                          | США                     | US R&B                  | US Rap                  |
| ---- | ------------------------------ | ------------------------------------------------------------------------------------------------- | ----------------------- | ----------------------- | ----------------------- |
| 2009 | Gucci Mane                     | The State vs. Radric Davis - Выпущен: 8 декабря 2009 - Формат: CD, цифровой формат                | 10                      | 4                       | 1                       |
| 2010 | Gucci Mane                     | The Appeal: Georgia's Most Wanted - Выпущен: 28 сентября 2010 - Формат: CD, цифровой формат       | 4                       | 2                       | 2                       |
| 2010 | Waka Flocka Flame              | Flockaveli - Выпущен: 5 октября 2010 - Формат: CD, цифровой формат                                | 6                       | 2                       | 2                       |
| 2011 | Gucci Mane и Waka Flocka Flame | Ferrari Boyz - Выпущен : 9 августа 2011 - Формат: CD, цифровой формат                             | 21                      | 5                       | 4                       |
| 2011 | Gucci Mane и V-Nasty           | BAYTL - Выпущен : 13 декабря 2011 - Формат: CD, цифровой формат                                   | —                       | 29                      | 16                      |
| 2012 | Waka Flocka Flame              | Triple F Life: Friends, Fans & Family - Выпущен : 12 июня 2012 - Формат: CD, цифровой формат      | 10                      | 2                       | 1                       |
| 2013 | Gucci Mane                     | Trap House III - Выпущен: 21 мая 2013 - Формат: цифровой                                          | 116                     | 17                      | 11                      |
| 2013 | Gucci Mane                     | The State vs. Radric Davis II: The Caged Bird Sings - Выпущен: 25 декабря 2013 - Формат: цифровой | —                       | 31                      | 20                      |
| 2014 | Gucci Mane                     | Trap House 4 - Выпущен: 4 июля 2014 - Формат: цифровой                                            | 153                     | 27                      | 15                      |
| 2014 | Felix Brothers                 | Felix Brothers - Выпущен: 17 июля 2014 - Формат: цифровой                                         | —                       | —                       | —                       |
| 2014 | Gucci Mane                     | The Oddfather - Выпущен: 28 июля 2014 - Формат: цифровой                                          | —                       | 29                      | 15                      |
| 2014 | Gucci Mane                     | Gucci Vs Guwop - Выпущен: 15 августа 2014 - Формат: цифровой                                      | —                       | —                       | —                       |